# Кубанский (Новосибирская область)
Куба́нский — посёлок в Каргатском районе Новосибирской области. Входит в состав Кубанского сельсовета. 

## География
Площадь посёлка — 35 гектаров. 

## Население
| 2002 | 2007 | 2010 |
| ---- | ---- | ---- |
| 182  | ↗214 | ↘187 |

## Инфраструктура
В посёлке по данным на 2007 год отсутствует социальная инфраструктура.